# Cyril Zuma
Cyril Zuma (* 14. Februar 1985; † 4. September 2015 in Ntuzuma) war ein südafrikanischer Fußballspieler.

## Sportlicher Werdegang
Zuma galt als großes Talent, das jedoch aufgrund von Problemen abseits des Fußballplatzes nie den großen Durchbruch schaffte. Er begann seine Karriere im Erwachsenenbereich bei den Kaizer Chiefs, in den folgenden Jahren wechselte er jedoch nahezu jährlich den Verein. Über den FC Maritzburg kam er 2004 zu Maritzburg United, anschließend ging er zu den Moroka Swallows und den Pietersburg Pillars, die 2007 in den Mpumalanga Black Aces aufgingen. Dort stand er bis 2008 unter Vertrag. Später spielte er noch für die Nathi Lions.
Zuma war zeitweise Mannschaftskapitän der von Steve Komphela betreuten südafrikanischen U-23-Auswahlmannschaft. 2005 nahm er unter Nationaltrainer Stuart Baxter an einer Reise der südafrikanischen Nationalmannschaft zu einem Spiel gegen Mauritius im Rahmen des COSAFA Cups 2005 teil.
Zuma erlag im September 2015 den Verletzungen, die er sich bei einem Verkehrsunfall vier Wochen zuvor zugezogen hatte und in dessen Folge er im Koma gelegen hatte.